# Nazoumé
Nazoumé est un village situé dans le Sud du Bénin, dans le département de l'Atlantique, la commune de Kpomassè et l'arrondissement d'Agbanto, à proximité de la frontière avec le Togo. 

## Climat
Nazoumé possède un climat de savane de type Aw selon la classification de Köppen, avec des précipitations beaucoup plus importantes en été qu'en hiver. En moyenne, sur l'année, la température est de 27,4 °C et les précipitations de 1 217,1 mm.

## Population
Lors du recensement de 2013, on y a dénombré 357 habitants.